# Daméraucourt
Daméraucourt é uma comuna francesa na região administrativa de Altos da França, no departamento de Oise. Estende-se por uma área de 8,57 km². Em 2010 a comuna tinha 218 habitantes (densidade: 25,4 hab./km²).